# Óga Riszako
Óga Riszako (大賀 理紗子) (Jokohama, 1997. január 4. –) japán válogatott labdarúgó.

## Klub
A labdarúgást a Nojima Stella Kanagawa Sagamihara csapatában kezdte.

## Nemzeti válogatott
2019-ben debütált a japán válogatottban. A japán válogatottban 3 mérkőzést játszott.

## Statisztika
| Japán válogatott | Japán válogatott | Japán válogatott |
| Időszak          | Mérk.            | gól              |
| ---------------- | ---------------- | ---------------- |
| 2019             | 3                | 0                |
| Összesen         | 3                | 0                |